# إنفانتي سيبستيان من إسبانيا والبرتغال
إنفانتي سيبستيان من البرتغال وإسبانيا (بالإنجليزية: Infante Sebastian of Portugal and Spain) (و. 1811 – 1875 م) هو عسكري من البرازيل. ولد في ريو دي جانيرو.
توفي عن عمر يناهز 64 عاماً.

## جوائز
حصل على جوائز منها:
- فارس ترتيب الصوف الذهبي.